# Violette des Pyrénées
Viola pyrenaica
Espèce
Classification phylogénétique
La violette des Pyrénées (Viola pyrenaica) est une espèce de plantes à fleurs de la famille des violacées.

## Description
C'est une plante vivace à rhizome court, sans tige, presque glabre, vert jaunâtre. Elle mesure de 7 à 12 cm.
Les feuilles disposées en rosette, à limbe foliaire large, en cœur à la base, sont à stipules lancéolées munies de longues franges.
Les fleurs sont d'un violet pâle, blanches autour de la gorge, très odorantes.

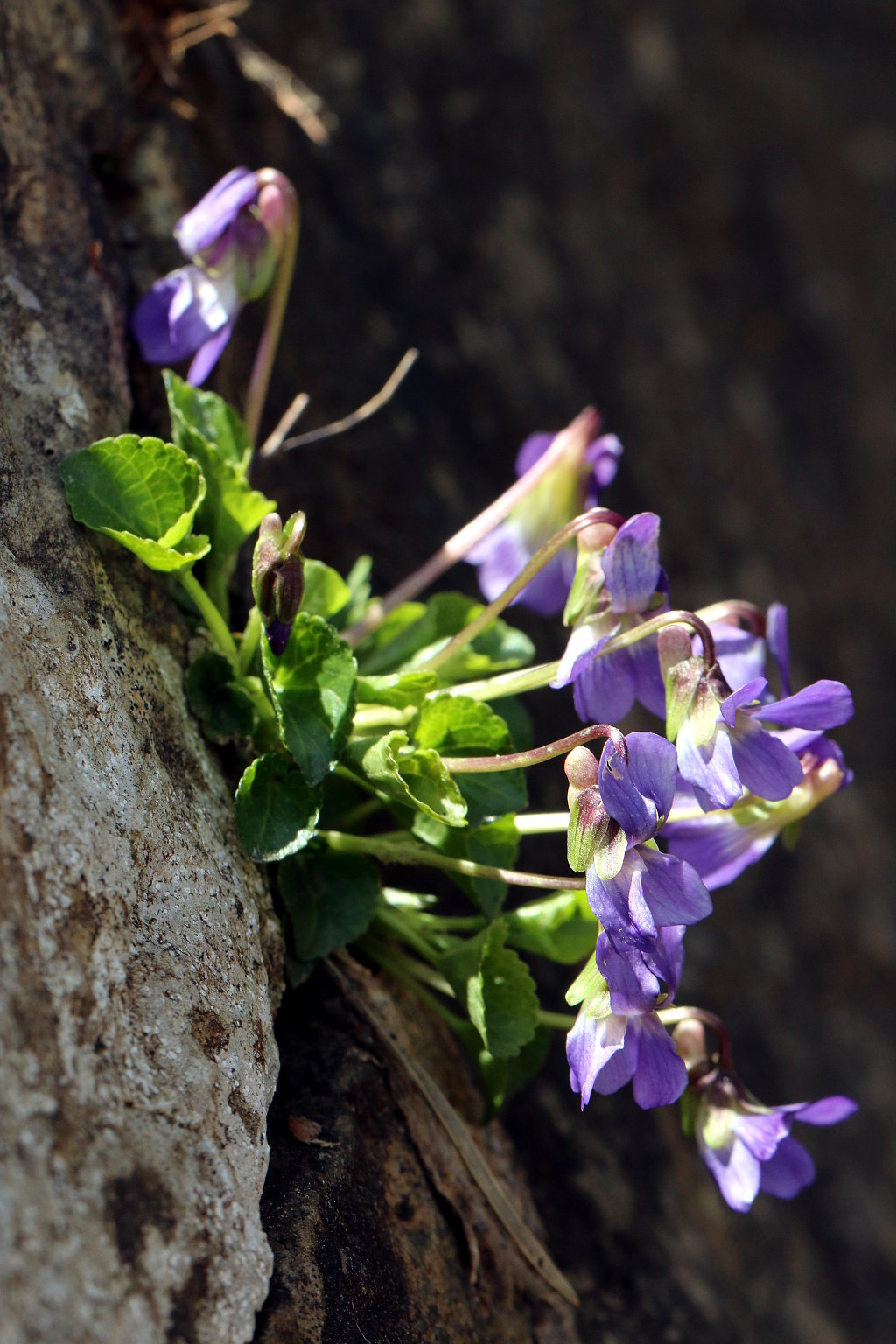
Viola pyrenaica.
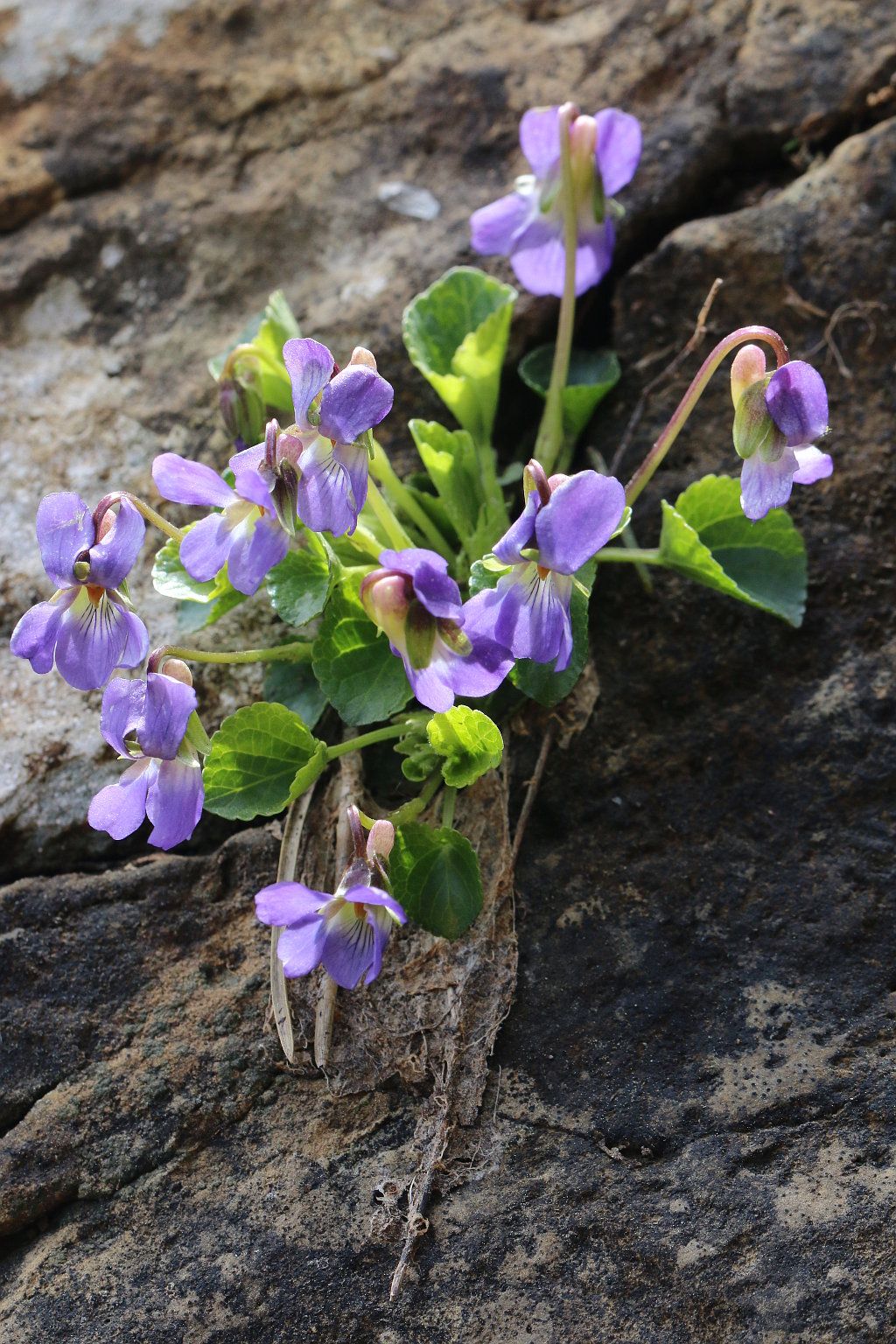
Viola pyrenaica.
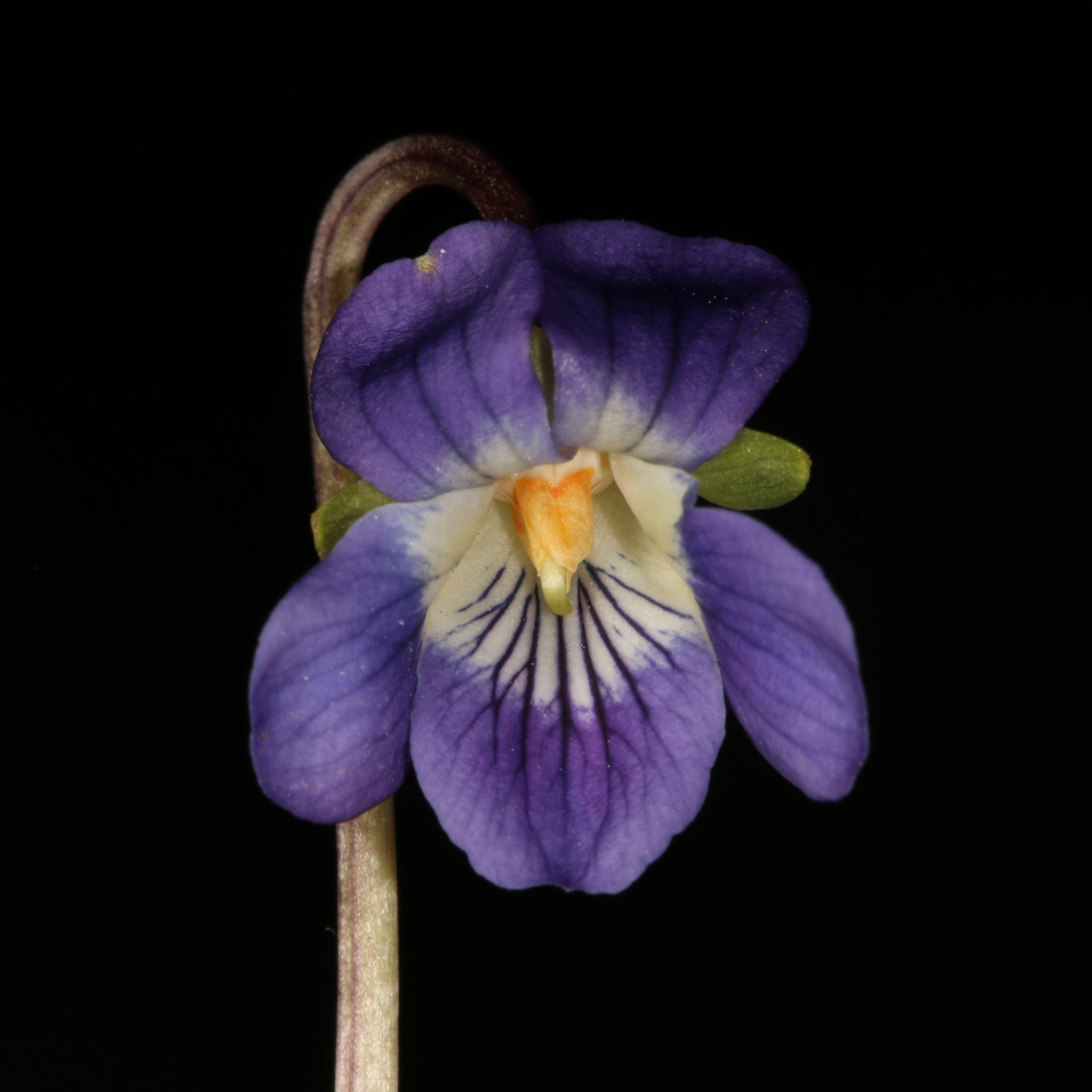
Viola pyrenaica.